# Arvika
Arvika je město ve Švédsku. Nachází se v kraji Värmland na břehu jezera Glafsfjorden 40 km od státní hranice s Norskem. Ve městě žije přibližně 14 000 obyvatel a je centrem stejnojmenné samosprávné obce (kommun) s přibližně 26 000 obyvateli.

## Historie
Oblast byla osídlena již v paleolitu a ve středověku tudy procházela poutní cesta do Trondheimu, první písemná zmínka pochází z roku 1225. V letech 1811 až 1821 nesla Arvika název Oscarsstad na počest prince Oskara I. K jejímu rozvoji napomohlo připojení na železniční síť v roce 1871. V roce 1911 byla povýšena na město a v roce 1971 se stala střediskem obce.

## Ekonomika
Nachází se zde továrna na kolové nakladače, která od roku 1995 patří koncernu Volvo. Firma Coffee Queen vyrábí kávovary a Thermia je producentem tepelných čerpadel. Přístav v Arvice je vodními cestami přes jezero Vänern spojen s mořem. Městem také prochází dálnice Riksväg 61.

## Kultura
Arvika byla známá výrobou hudebních nástrojů a v roce 1923 byla založena Ingesundská hudební akademie. Arviku proslavil také mezinárodní festival rockové a elektronické hudby, který byl založen v roce 1992 a v roce 2010 z finančních důvodů zanikl. Hlavními pamětihodnostmi jsou kostel sv. Michaela ze 17. století a kostel Nejsvětější Trojice z roku 1911. Před nádražím je umístěna socha Ptačího muže od Lisse Erikssona. K rekreačním účelům slouží vrch Storkasberget na okraji města, na němž stojí rozhledna.

## Rodáci
- Oscar Kjellberg (1870–1931), vynálezce
- Mikael Ericsson (* 1952), hudebník
- Jacob de la Rose (* 1995), lední hokejista

## Partnerská města
- Kongsvinger (Norsko)
- Skive (Dánsko)
- Ylojärvi (Finsko)